# Cups (chanson)
Pour les articles homonymes, voir Cups et When I'm Gone.
Singles de Lulu and the Lampshades (en)
Feet To The Sky / Rose Tint
(2009) Insomniacs Club
(2013)
Cups est une chanson de Lulu and the Lampshades (en) enregistrée en 2011, chantée a cappella et couramment accompagnée par les percussions d'un gobelet. Il s'agit d'une adaptation de la chanson When I'm Gone enregistrée en 1931 par The Carter Family.
Elle a notamment été rendue populaire par l'interprétation d'Anna Kendrick en 2012 pour le film The Hit Girls, son clip cumulant plus de 780 millions de vues sur YouTube et ses ventes 2 500 000 exemplaires.
Elle a été utilisée comme hymne officiel pour la Gold Cup 2013.